# Athletissima

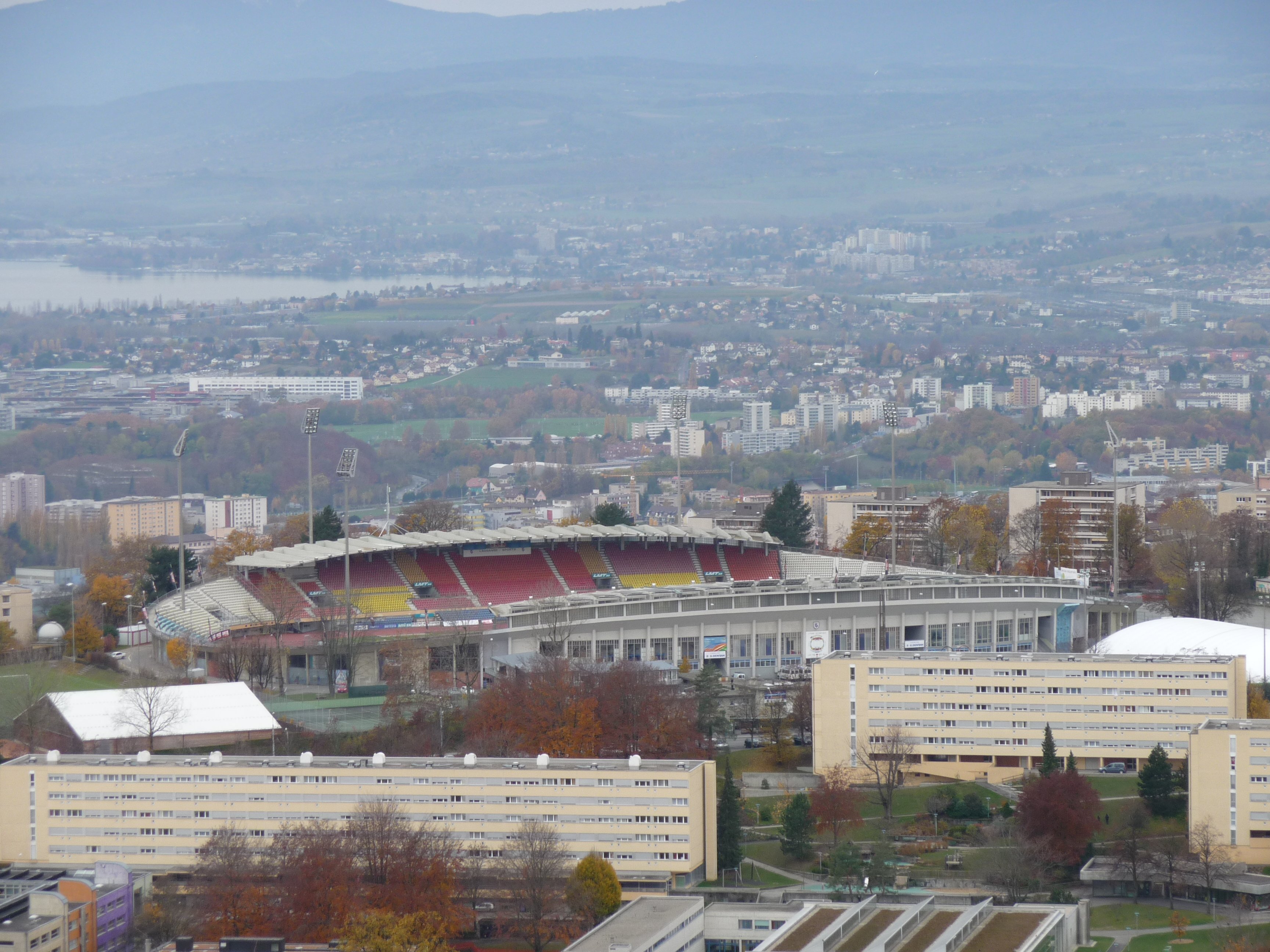
Estádio Pierre de Coubertin, sede do Athletissima

Athletissima é um meeting de atletismo que se desenrola todos os anos em Lausana, Suíça, desde 1977. Faz parte atualmente da Liga de Diamante e é sediado no Stade Pierre de Coubertin, em regra acontece sempre em junho ou julho.

## Recordes mundiais
Que aconteceram no evento.
| Ano  | Evento             | Recorde          | Atleta            | Nacionalidade  |
| ---- | ------------------ | ---------------- | ----------------- | -------------- |
| 2006 | 110m com barreiras | 12.88 (+1.1 m/s) | Liu Xiang         | China          |
| 2005 | Salto com vara     | 4.93 m           | Yelena Isinbayeva | Rússia         |
| 1994 | 100 m              | 9.85 (+1.2 m/s)  | Leroy Burrell     | Estados Unidos |